# Nageoire caudale

Planche représentant l'anatomie externe du poisson.
La nageoire caudale porte le No 6.

La nageoire caudale est une nageoire impaire terminant le corps d'animaux aquatiques, notamment de poissons ou de certains mammifères marins, à l'extrémité de leur pédoncule caudal.
C'est pourquoi on l'appelle parfois « queue », cette dernière terminant le corps de nombreux animaux.
Chez les poissons courbant essentiellement leur nageoire caudale (mode de nage des thons, carangues, à l'inverse des anguilles qui courbent essentiellement leur corps), les battements latéraux de cette nageoire génèrent une allée inverse de Karman qui induit par rapport à eux, un jet rétrograde de fluide, tendant à les propulser (par le principe d'action-réaction),.

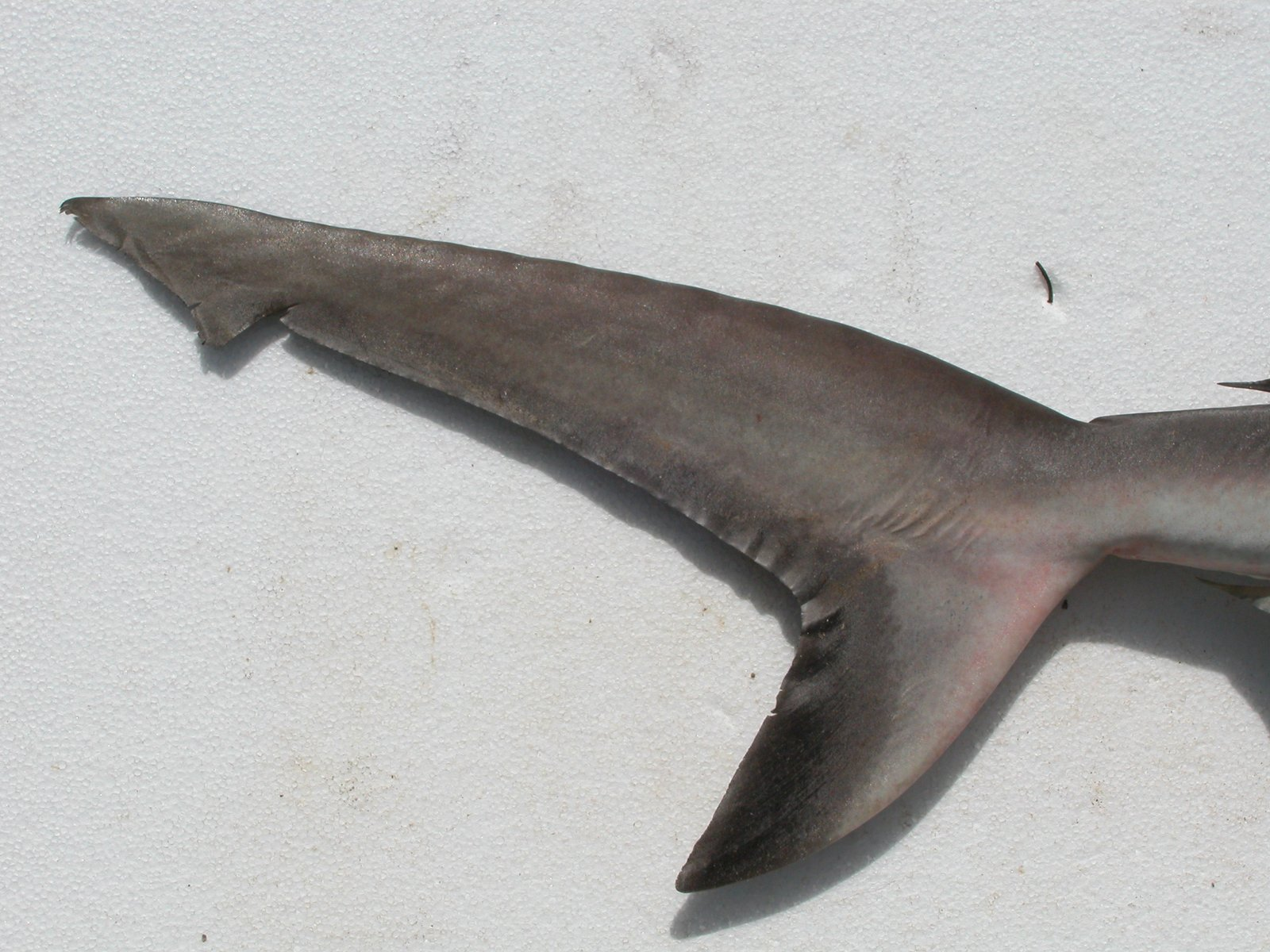
Nageoire caudale (type hétérocerque) d'un requin gris de récif (Carcharhinus amblyrhynchos), avec son encoche postérieure et subterminale caractéristiques.

## Histoire évolutive
« L'une des caractéristiques les plus importantes des premiers vertébrés est la nageoire caudale allongée portant les rayons dermiques ». Elle « représente une caractéristique fondamentale des vertébrés qui précède l'origine des mâchoires et se trouve à la fois chez les agnathes et les gnathostomes ».
La nageoire caudale des poissons est toujours placée dans un plan vertical. La « nageoire caudale » des cétacés est une queue différenciée en une puissante nageoire caudale étendue dans le sens horizontal. Le développement de ces deux plans est lié au plan d'organisation différent de ces vertébrés aquatiques : chez les poissons, les battements latéraux de la queue sont facilités par la flexibilité latérale de la colonne vertébrale. Chez les cétacés, les battements verticaux sont liés à la flexibilité de bas en haut de la colonne. Ce mode de propulsion ondulatoire vertical est mis à profit par le biomimétisme : il explique que certaines palmes de plongée sous-marine imitent la nageoire de mammifères marins. Il explique aussi le mode de nage ventrale de l'homme (crawl, papillon), mammifère terrestre.

## Chez les poissons

Les 4 grands types de nageoires caudales de poissons.

Elle permet au poisson de déplacer un important volume d'eau et donc de se propulser.
Types de nageoires caudales :
- (A) - Hétérocerque (du grec hétéro, « différent », et kercok, « queue ») : le lobe dorsal est plus développé que le ventral (épicerque / hypercerque) ou moins développé (hypocerque) selon que la colonne vertébrale se prolonge dans l'un ou l'autre, rendant la queue asymétrique.
- (B) - Protocerque (du grec proto, « premier, antérieur ») : nageoire symétrique s'étendant autour de l'extrémité de la colonne vertébrale.
- (C) - Homocerque (du grec homos, « semblable ») : queue symétrique à deux lobes égaux.
- (D) - Diphycerque (du grec di, « deux fois », phuein, « pousser ») : queue symétrique à deux lobes égaux regroupés en une nageoire se terminant en pointe.

La protocercie correspondrait au type ancestral hypothétique (présent chez les Branchiostoma et les Agnathes, il est un organe propulseur médiocre chez des organismes qui passent une grande partie de leur existence enfouies ou fixées) à partir duquel les autres types ont évolué, en lien avec l'augmentation du poids spécifique des poissons, le développement de lobes augmentant la puissance de l'organe de propulsion.
L'hétérocercie est présente chez divers actinoptérygiens paléozoïques, chez les chondrichtyens (poissons cartilagineux tels que les requins, raies et poissons-scie) qui ont généralement une nageoire épicerque / hypercerque. Leur colonne vertébrale, en s'étendant dans le lobe dorsal, fournit une plus grande surface pour la fixation des muscles locomoteurs, ce qui permet une nage plus efficace compensant la flottabilité négative de ces poissons ne disposant pas de sac aérien et de vessie natatoire. La nageoire des requins-anges et des poissons volants est hypocerque.
« L'homocercie est une synapomorphie des téléostéens (Ostéichtyens > Actinoptérygiens). La symétrie de la nageoire n'est qu'apparente car en profondeur, la colonne vertébrale se termine dans le lobe supérieur » : ces poissons conservent les traces d'une hétérocercie primitive au niveau des dernières vertèbres caudales (la régression du lobe dorsal s'observe chez leurs embryons). Ce caractère dérivé est une acquisition corrélative du développement d'une vessie natatoire et de l'allègement du corps, le rôle particulier d'équilibre de la nageoire postérieure disparaissant. La nageoire homocerque revêt des formes multiples : arrondie, tronquée, émarginée, lunée ou en croissant, fourchue, rhomboïdale, en forme de S plus ou moins accentué…
De nombreux poissons du Paléozoïque, des Crossoptérygiens tels que les cœlacanthes ou des dipneustes, ou les larves d'amphibiens, ont une nageoire diphycerque dont la symétrie a été acquise secondairement (symétrie interne et externe, à partir d'une nageoire hétérocerque), la colonne vertébrale la traversant en ligne droite.
Cependant, ce classement des types modifiés ou dérivés des précédents, prête à discussion.

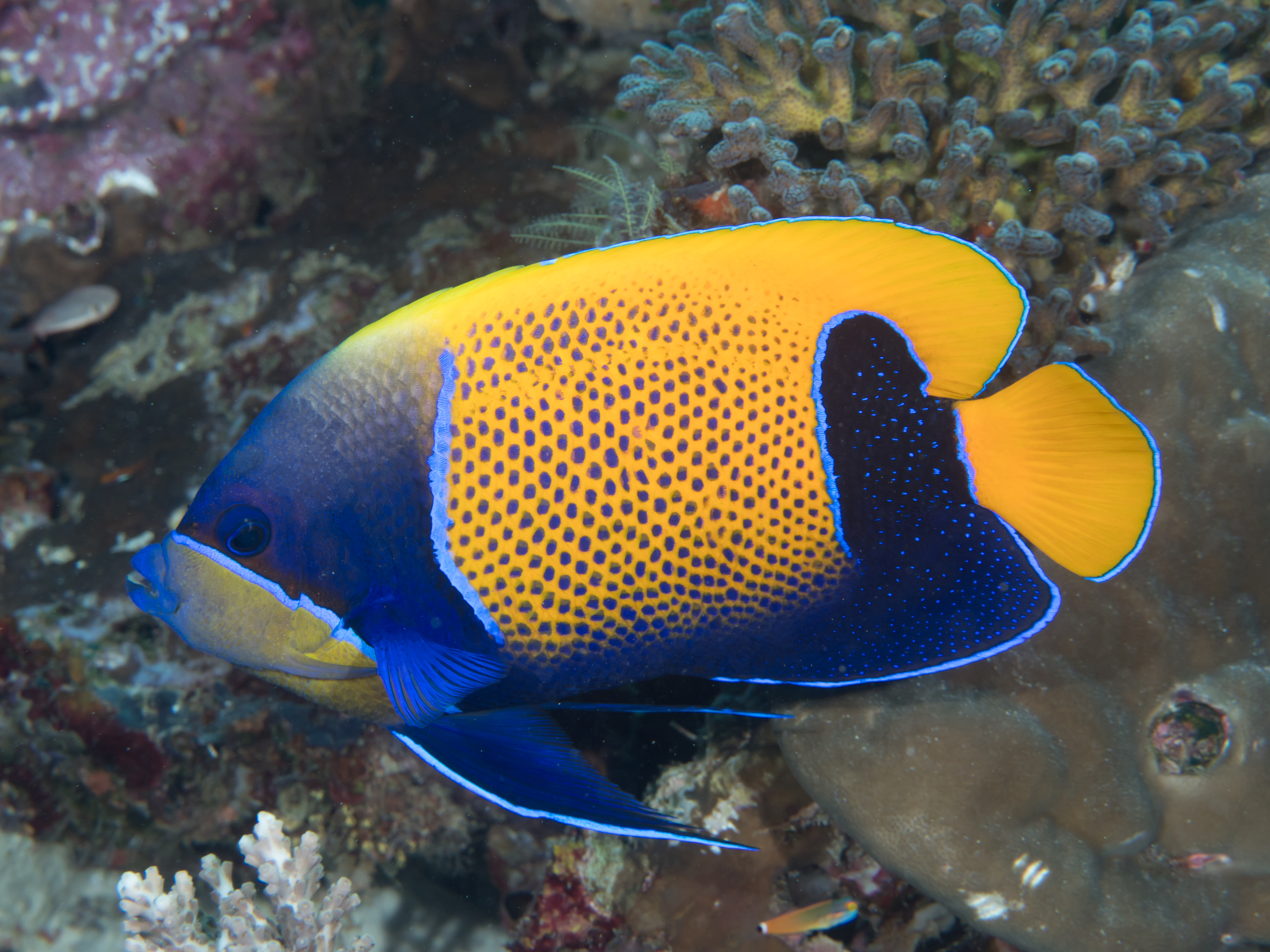
Nageoire arrondie : nageur médiocre mais grande manœuvrabilité (vie à proximité des récifs coralliens, tel que le Poisson-ange amiral).
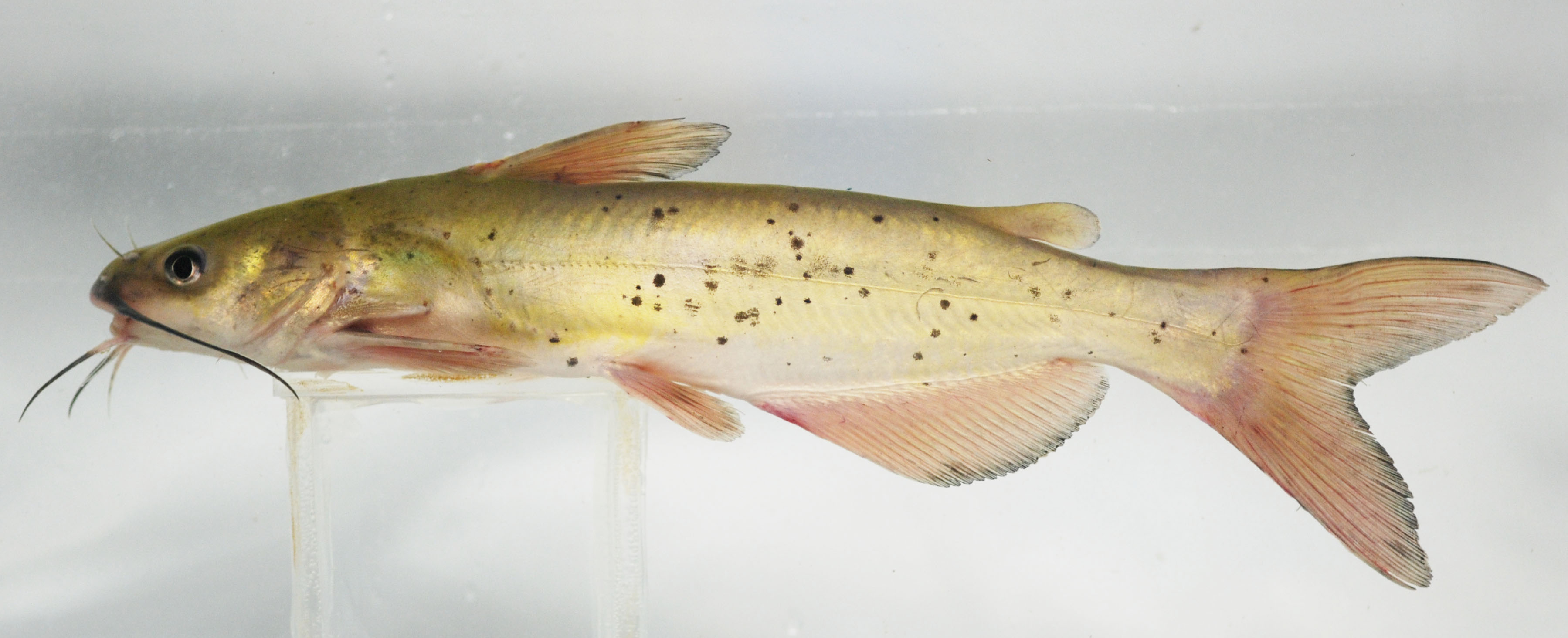
Nageoire fourchue : nageur endurant (vie à proximité des côtes ou dans les cours d'eau, tel que le Barbue de rivière).
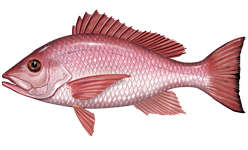
Nageoire tronquée : nageur lent ayant besoin de manœuvrabilité et d'accélérations (espèces benthiques telles que le vivaneau campèche).
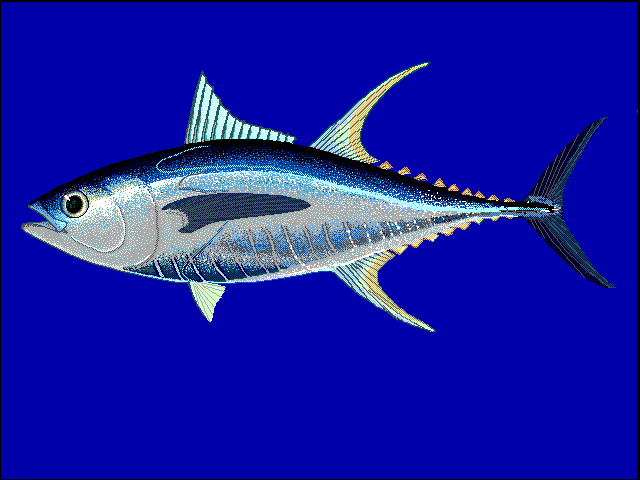
Nageoire lunée : nageur rapide (thon jaune).

## Chez les mammifères marins

Planche représentant l'anatomie externe du cétacé.
La nageoire caudale porte le No 6

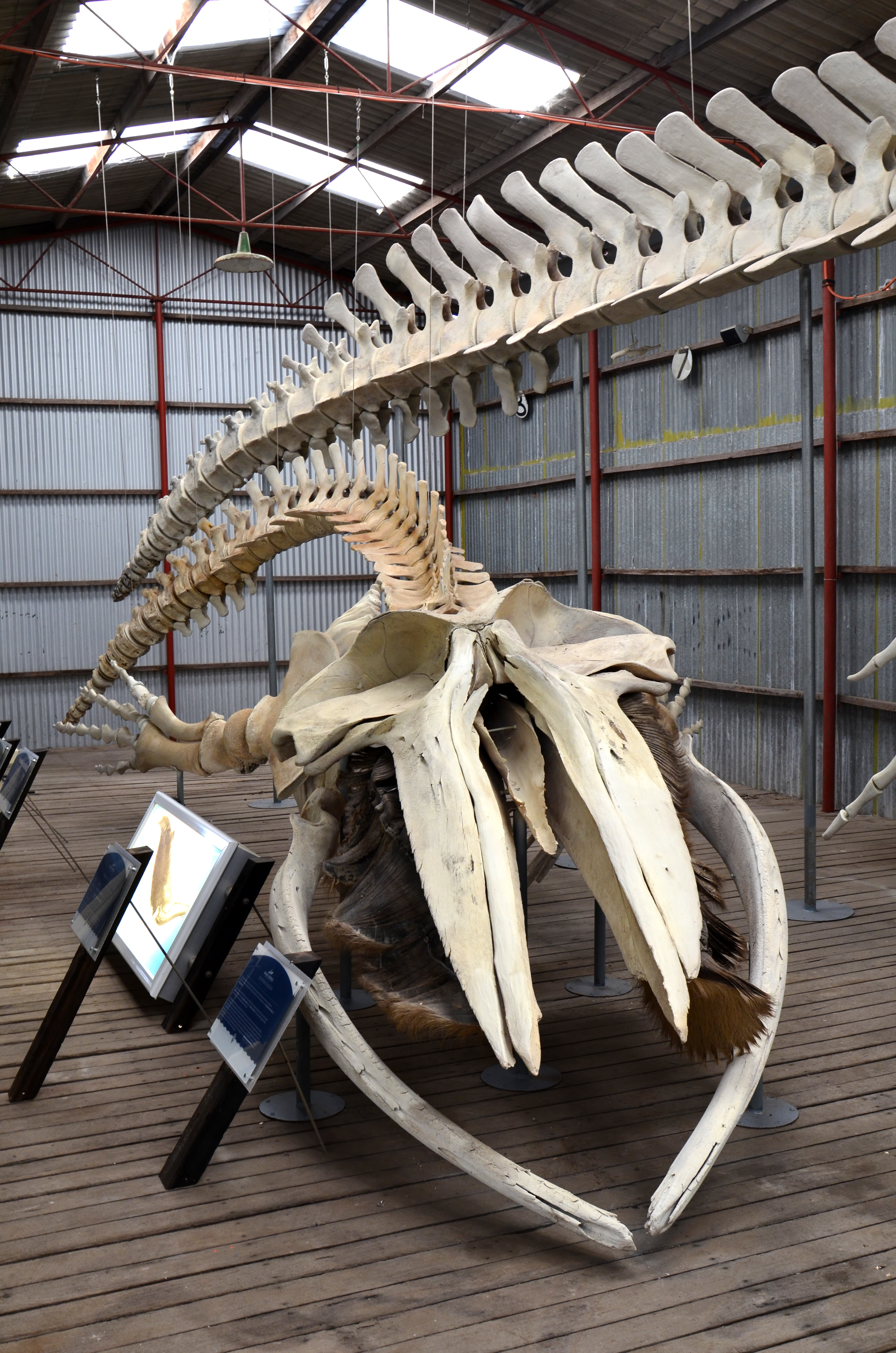
Squelette de Baleine à bosse montrant les vertèbres caudales

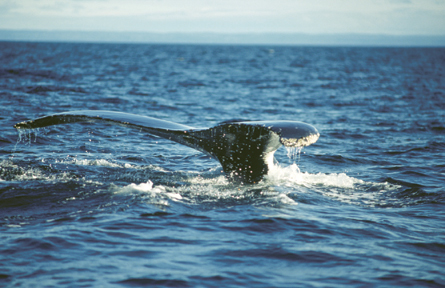
Nageoire caudale de baleine dans l'Atlantique nord

Chez les cétacés et les siréniens, la nageoire caudale qui se situe dans le plan horizontal, effectue surtout des mouvements dans le sens vertical, produits par la contraction des muscles du tronc. Formée d'un épais repli de peau au bout de la colonne vertébrale (ses lobes droit et gauche n'ont d'autre soutien osseux que l'axe vertébral de part et d'autre duquel ils s' étendent), elle ne correspond donc pas aux pattes arrière de l'animal, qui ont en fait régressé. Cette nageoire est une dénomination impropre car ce repli cutané non musculaire avec une crête médiane non osseuse est apparu indépendamment, et n'a pas donc pas la même origine que la nageoire des poissons. Il s'agit d'une homoplasie par réversion.
Elle est symétrique, de forme triangulaire avec un sillon médian chez les cétacés (encoche ou échancrure médiane à son bord postérieur) et les dugongs, tandis qu'elle est en forme de palette arrondie chez le lamantin.

## Aspects culturels
La sirène (créature imaginaire) est censée posséder une nageoire caudale.

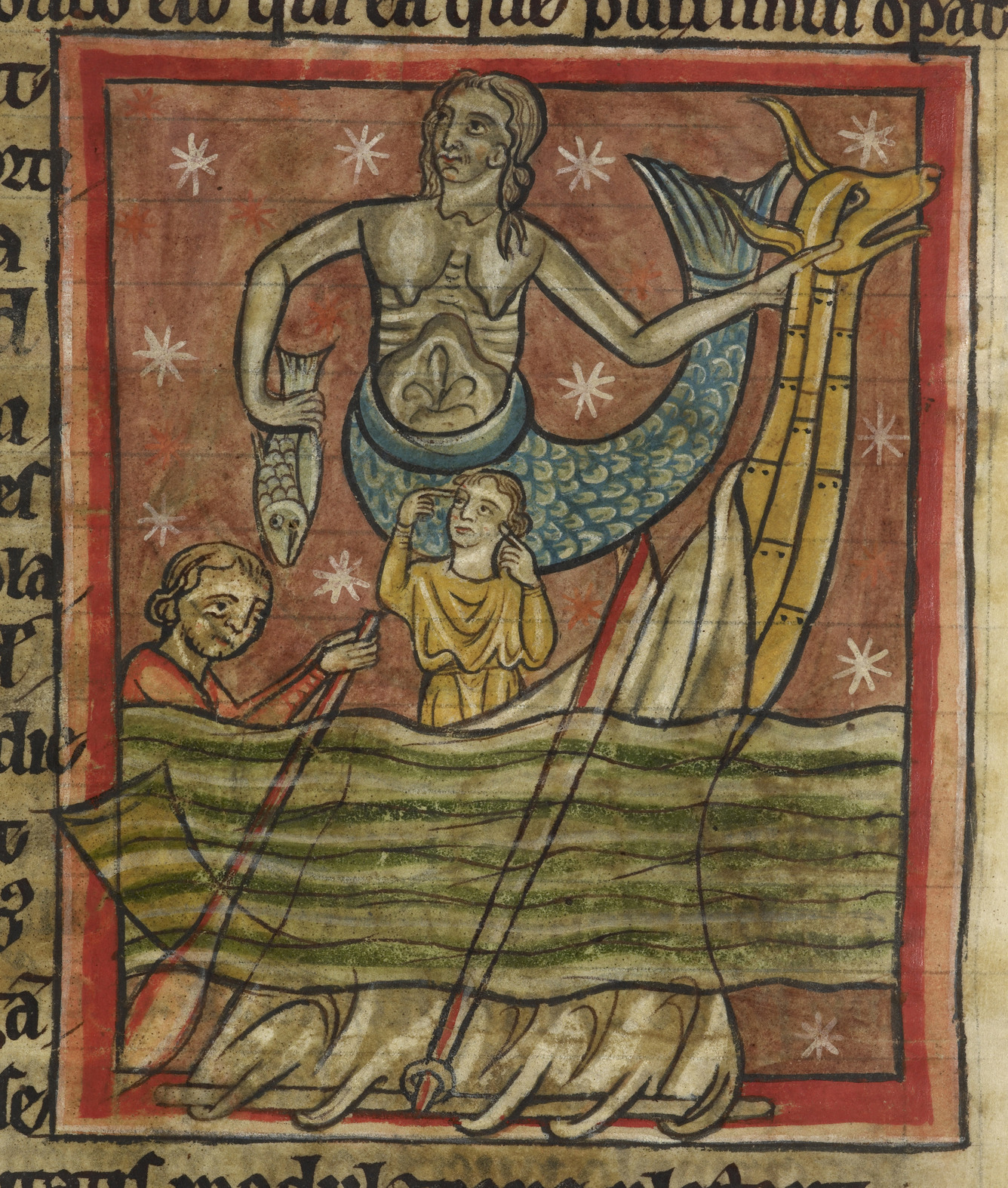
Sirène attirant les pêcheurs
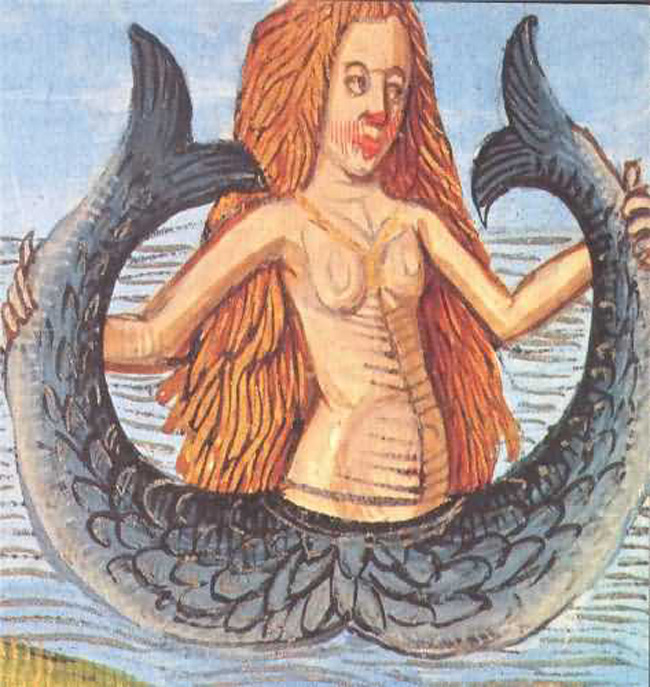
La sirène à double queue, par Johannes Cuba, v. 1501.
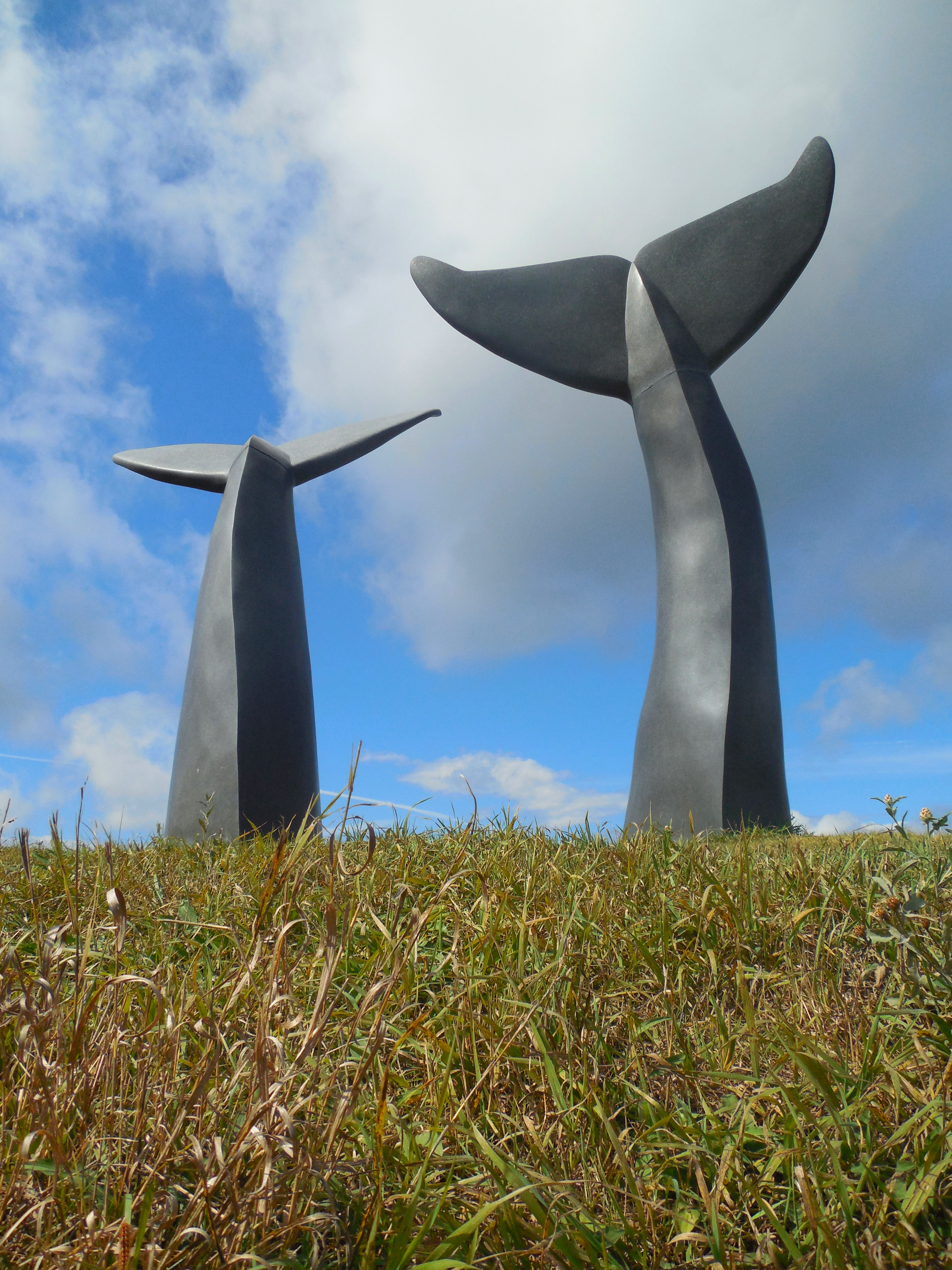
Sculpture. Reverence par Jim Sardonis, 1989
Icône